# Nati nel 1963/Marzo
| Questa pagina contiene informazioni ricavate automaticamente dalle voci biografiche con l'ausilio del template Bio e di un bot. L'aggiornamento è periodico e automatico e ricostruisce completamente la pagina. Se manca una persona in questa lista, sei pregato di non aggiungerla, ma accertati piuttosto che la sua voce biografica contenga il template Bio e che i dati anagrafici siano correttamente compilati. Se il template Bio manca, inseriscilo tu stesso o, in alternativa, metti l'avviso {{tmp\|Bio}} che ne segnala la mancanza. Se i dati riportati sono sbagliati, correggi direttamente la voce biografica; le modifiche saranno visibili in questa lista entro pochi giorni. Per chiarimenti vedi il progetto biografie. La lista contiene solo le 368 persone che sono citate nell'enciclopedia e per le quali è stato implementato correttamente il template Bio. Pagina aggiornata al 18 ago 2025. |

- 1º marzo - Camilo Acosta, ex cestista uruguaiano
- 1º marzo - Rob Affuso, batterista statunitense
- 1º marzo - Thomas Anders, cantante, compositore e produttore discografico tedesco
- 1º marzo - Bryan Batt, attore statunitense
- 1º marzo - Maurice Benard, attore statunitense
- 1º marzo - Francesco Biondo Dalla Casapiccola, architetto e scenografo italiano
- 1º marzo - William Douglas Humia Menezes, ex calciatore brasiliano
- 1º marzo - Ron Francis, ex hockeista su ghiaccio e dirigente sportivo canadese
- 1º marzo - Adrian Hadley, rugbista a 15, rugbista a 13 e allenatore di rugby a 15 gallese
- 1º marzo - Piero Montecchi, ex cestista italiano
- 1º marzo - Angelo Musone, ex pugile italiano
- 1º marzo - Peter Ebere Okpaleke, cardinale e vescovo cattolico nigeriano
- 1º marzo - Ugo Parolo, politico italiano
- 1º marzo - Pascale Reynaud, attrice francese
- 1º marzo - Ubaldo Righetti, politico, ex calciatore e allenatore di calcio italiano
- 1º marzo - Russell Wong, attore e ballerino statunitense
- 2 marzo - Mehdi Abtahi, allenatore di calcio a 5, ex giocatore di calcio a 5 e ex calciatore iraniano
- 2 marzo - Anthony Albanese, politico australiano
- 2 marzo - Bogdan Bakuła, sollevatore polacco
- 2 marzo - Roberto Bianchi, giocatore di baseball italiano
- 2 marzo - Suzette Charles, modella statunitense
- 2 marzo - Cees Doorakkers, pilota motociclistico olandese
- 2 marzo - Tanju Kirjakov, ex tiratore a segno bulgaro
- 2 marzo - Askari Mohammadian, ex lottatore iraniano
- 2 marzo - Michael Payne, ex cestista statunitense
- 2 marzo - Dwayne Polee, ex cestista, allenatore di pallacanestro e dirigente sportivo statunitense
- 2 marzo - Kōji Takada, pilota motociclistico giapponese
- 2 marzo - Monica Theodorescu, cavallerizza tedesca
- 3 marzo - Mario Atzori, fumettista italiano
- 3 marzo - Khaltmaagiin Battulga, politico mongolo
- 3 marzo - Jonathan Bullock, politico britannico
- 3 marzo - Mike Carter, ex ciclista su strada, ciclocrossista e dirigente sportivo statunitense
- 3 marzo - Maurizio Compagnoni, giornalista e telecronista sportivo italiano
- 3 marzo - Martín Fiz, ex maratoneta e mezzofondista spagnolo
- 3 marzo - Tomás González Rivera, ex calciatore spagnolo
- 3 marzo - Cato Holtet, ex calciatore norvegese
- 3 marzo - Marina Nikulina, pallavolista russa († 2015)
- 3 marzo - Carsten Norgaard, attore danese
- 3 marzo - Nikola Wiegand, cestista tedesca († 2005)
- 4 marzo - Suad Beširević, calciatore e allenatore di calcio sloveno († 2019)
- 4 marzo - Paul Krumpe, ex calciatore statunitense
- 4 marzo - Jason Newsted, bassista e cantante statunitense
- 4 marzo - Francesco Repice, giornalista italiano
- 4 marzo - Daniel Roebuck, attore statunitense
- 4 marzo - Alexis Sweet, regista italiano
- 5 marzo - John Cenatiempo, attore e stuntman statunitense
- 5 marzo - Lotta Engberg, cantante svedese
- 5 marzo - Joe Exotic, imprenditore, allevatore e criminale statunitense
- 5 marzo - Greg Knapp, allenatore di football americano statunitense († 2021)
- 5 marzo - Wilhelm Krautwaschl, vescovo cattolico austriaco
- 5 marzo - Grand Wizard Theodore, disc jockey statunitense
- 5 marzo - Marco Massa, cantautore italiano
- 5 marzo - Greg Murphy, medico e politico statunitense
- 5 marzo - Corrado Ocone, filosofo e saggista italiano
- 5 marzo - Joel Osteen, pastore protestante statunitense
- 5 marzo - Pierluigi Panza, scrittore, giornalista e critico d'arte italiano
- 5 marzo - Cerstin Schmidt, ex slittinista tedesca orientale
- 6 marzo - Marvin Arnesen, calciatore norvegese († 2023)
- 6 marzo - Aleksandr Bogatyrëv, calciatore sovietico († 2009)
- 6 marzo - Kajetan Broniewski, ex canottiere polacco
- 6 marzo - Piero Carletto, canottiere italiano († 2022)
- 6 marzo - Suzanne Crough, attrice televisiva e doppiatrice statunitense († 2015)
- 6 marzo - Bob Egerton, ex rugbista a 15 e allenatore di rugby a 15 australiano
- 6 marzo - Tori Murden, sportiva statunitense
- 6 marzo - Patrick Neary, vescovo cattolico statunitense
- 6 marzo - Ángela Rodicio, giornalista spagnola
- 6 marzo - Don Walchuk, giocatore di curling canadese
- 6 marzo - Bruno Wojtinek, ex ciclista su strada e pistard francese
- 6 marzo - Zhao Wei, ex cestista cinese
- 7 marzo - Bill Brochtrup, attore statunitense
- 7 marzo - Bartolomé Buigues Oller, vescovo cattolico e missionario spagnolo
- 7 marzo - Carlos Bardem, attore, scrittore e sceneggiatore spagnolo
- 7 marzo - Alberto Fuguet, scrittore, giornalista e regista cileno
- 7 marzo - Luca Fusi, allenatore di calcio e ex calciatore italiano
- 7 marzo - E. L. James, scrittrice britannica
- 7 marzo - Ariane Koizumi, modella e attrice statunitense
- 7 marzo - Maria Lindström, ex tennista svedese
- 7 marzo - Jonas Nilsson, ex sciatore alpino svedese
- 7 marzo - Bruce Prichard, statunitense
- 7 marzo - Alessandro Ricci, doppiatore, direttore del doppiaggio e conduttore televisivo italiano
- 7 marzo - Mark Rowland, ex siepista britannico
- 7 marzo - Alberto Testone, attore italiano
- 8 marzo - Elena Baturina, imprenditrice russa
- 8 marzo - Juan Funes, calciatore argentino († 1992)
- 8 marzo - Jan Halvor Halvorsen, allenatore di calcio e ex calciatore norvegese
- 8 marzo - Bruce Hayes, ex nuotatore statunitense
- 8 marzo - Júlio César da Silva, procuratore sportivo e ex calciatore brasiliano
- 8 marzo - Lorelei King, attrice statunitense
- 8 marzo - Giacomo Maiolini, imprenditore italiano
- 8 marzo - Silvia Marsó, attrice e produttrice teatrale spagnola
- 8 marzo - Kyōji Nanba, pilota motociclistico giapponese
- 8 marzo - Salvatore Nicosia, ex maratoneta e mezzofondista italiano
- 8 marzo - Baba Sissoko, musicista maliano
- 8 marzo - Robert Stanton, attore statunitense
- 8 marzo - Sasha Waltz, coreografa tedesca
- 8 marzo - Cecilia Yip, attrice cinese
- 9 marzo - Kent Ferguson, tuffatore statunitense
- 9 marzo - Merja Hilanne, cestista finlandese († 2021)
- 9 marzo - Maurizio Stecca, ex pugile italiano
- 9 marzo - Jean-Marc Vallée, regista, sceneggiatore e montatore canadese († 2021)
- 9 marzo - Fernanda Villegas, politica cilena
- 10 marzo - Jeff Ament, bassista statunitense
- 10 marzo - Manuela Benelli, allenatrice di pallavolo e ex pallavolista italiana
- 10 marzo - Anna Maria Corazza Bildt, politica italiana
- 10 marzo - Gianluca Guazzaroni, karateka italiano
- 10 marzo - Mario Lanzani, scacchista italiano
- 10 marzo - Li Ning, ex ginnasta e imprenditore cinese
- 10 marzo - Jiří Matoušek, matematico ceco († 2015)
- 10 marzo - Antonello Paliotti, musicista e compositore italiano
- 10 marzo - Luis Pierri, allenatore di pallacanestro e ex cestista uruguaiano
- 10 marzo - Rick Rubin, produttore discografico statunitense
- 11 marzo - Stefano Alleva, regista e sceneggiatore italiano
- 11 marzo - Bruno Astorre, politico italiano († 2023)
- 11 marzo - Gary Barnett, allenatore di calcio e ex calciatore inglese
- 11 marzo - Marco Bertozzi, regista cinematografico e storico del cinema italiano
- 11 marzo - Sylvia Bongo Ondimba, first lady e dirigente d'azienda gabonese
- 11 marzo - Luigi Casciello, politico e giornalista italiano
- 11 marzo - Luca Della Scala, ex calciatore italiano
- 11 marzo - Hugo Armando González, ex calciatore cileno
- 11 marzo - Azem Hajdari, politico albanese († 1998)
- 11 marzo - Alex Kingston, attrice britannica
- 11 marzo - David LaChapelle, fotografo e regista statunitense
- 11 marzo - Li Chunjiang, ex cestista e allenatore di pallacanestro cinese
- 11 marzo - Arman Melikyan, politico karabakho
- 11 marzo - Corrado Melis, vescovo cattolico italiano
- 11 marzo - Mark Morrison, allenatore di hockey su ghiaccio e ex hockeista su ghiaccio canadese
- 11 marzo - Roger Palmgren, allenatore di calcio e dirigente sportivo svedese
- 11 marzo - Marcos Pontes, astronauta e politico brasiliano
- 11 marzo - Marc Tarabella, politico belga
- 11 marzo - Rodolfo Tin, ex giocatore di calcio a 5 argentino
- 11 marzo - Grazia Toderi, artista italiana
- 11 marzo - Veronika Vitzthum, ex sciatrice alpina austriaca
- 12 marzo - John Andretti, pilota automobilistico statunitense († 2020)
- 12 marzo - Marc Angel, politico lussemburghese
- 12 marzo - Emanuele Barison, fumettista italiano
- 12 marzo - Candy Costie, sincronetta statunitense
- 12 marzo - Joaquim Cruz, ex mezzofondista brasiliano
- 12 marzo - Chris Fearne, medico e politico maltese
- 12 marzo - Ian Holloway, allenatore di calcio e ex calciatore inglese
- 12 marzo - Randall Kenan, scrittore statunitense († 2020)
- 12 marzo - Farahnaz Pahlavi, iraniana
- 12 marzo - Rinaldo Piras, scultore italiano († 2001)
- 12 marzo - Patricia Robertson, astronauta e fisica statunitense († 2001)
- 12 marzo - Kazik Staszewski, cantautore e produttore discografico polacco
- 12 marzo - Greg Ion, ex calciatore canadese
- 12 marzo - Eric Wiebes, politico olandese
- 13 marzo - Rick Carey, ex nuotatore statunitense
- 13 marzo - Eugenio Di Sciascio, ingegnere italiano
- 13 marzo - Emanuele Fiano, politico italiano
- 13 marzo - Aníbal González, ex calciatore cileno
- 13 marzo - Michal Hipp, allenatore di calcio e ex calciatore slovacco
- 13 marzo - Felix McGrath, allenatore di sci alpino e ex sciatore alpino statunitense
- 13 marzo - Moreno Musetti, ex ciclista su strada italiano
- 13 marzo - Fito Páez, cantautore, compositore e musicista argentino
- 13 marzo - Andy Rubin, informatico statunitense
- 14 marzo - Cinzia Colaiacomo, karateka italiana
- 14 marzo - Pedro Duque, astronauta, politico e ingegnere spagnolo
- 14 marzo - Andrew Fleming, regista, sceneggiatore e attore statunitense
- 14 marzo - Sibylle Keupen, politica tedesca
- 14 marzo - Tomoo Kudaka, calciatore giapponese († 1999)
- 14 marzo - Philippe Lamberts, politico e ingegnere belga
- 14 marzo - Davide Lucarelli, allenatore di calcio e ex calciatore italiano
- 14 marzo - Mahiro Maeda, regista, animatore e sceneggiatore giapponese
- 14 marzo - Luca Masali, scrittore italiano
- 14 marzo - Mike Muir, cantante statunitense
- 14 marzo - Ricardo Peláez, ex calciatore messicano
- 14 marzo - Natal'ja Strunnikova, ex nuotatrice sovietica
- 15 marzo - Marco Ardemagni, conduttore radiofonico, autore televisivo e poeta italiano
- 15 marzo - Cheryl Cook, ex cestista statunitense
- 15 marzo - Jörg Hoffmann, ex slittinista tedesco
- 15 marzo - Nellee Hooper, compositore e produttore discografico britannico
- 15 marzo - Kang Tae-shik, ex calciatore sudcoreano
- 15 marzo - Bret Michaels, cantante statunitense
- 15 marzo - Greg Nicotero, truccatore, effettista e regista statunitense
- 15 marzo - Enrico Pallini, attore e doppiatore italiano
- 15 marzo - Edwin Rosario, pugile portoricano († 1997)
- 15 marzo - Thomas Rottensteiner, ex bobbista italiano
- 15 marzo - Ghedun Tharchin, monaco buddhista tibetano
- 15 marzo - André Tielens, ex giocatore di calcio a 5 olandese
- 16 marzo - Fergus Aherne, ex rugbista a 15 e allenatore di rugby a 15 irlandese
- 16 marzo - Eiji Aonuma, autore di videogiochi giapponese
- 16 marzo - Georg Beikircher, ex bobbista italiano
- 16 marzo - Gustavo Dalto, ex calciatore uruguaiano
- 16 marzo - Jimmy DeGrasso, batterista statunitense
- 16 marzo - Jerome Flynn, attore britannico
- 16 marzo - Ron Kind, politico e avvocato statunitense
- 16 marzo - Marta Lafuente, politica e psicologa paraguaiana († 2022)
- 16 marzo - Paul Plimley, pianista, vibrafonista e musicista canadese († 2022)
- 16 marzo - Jesús Puras, ex pilota di rally spagnolo
- 16 marzo - Kevin Tod Smith, attore neozelandese († 2002)
- 16 marzo - Emilio Zucchi, poeta, critico letterario e giornalista italiano
- 17 marzo - Muneir Al-Masri, ex lottatore giordano
- 17 marzo - Roberto Certomà, doppiatore italiano
- 17 marzo - Allen Eskens, scrittore statunitense
- 17 marzo - Alex Fong, attore cinese
- 17 marzo - Ludmila Komeštíková, ex cestista cecoslovacca
- 17 marzo - Douglas John Lucia, vescovo cattolico statunitense
- 17 marzo - Lise Simms, cantante, attrice e ballerina statunitense
- 17 marzo - Emir Šišić, militare bosniaco
- 17 marzo - Willum Þór Þórsson, ex calciatore, allenatore di calcio e insegnante islandese
- 17 marzo - Marion Walsmann, politica tedesca
- 18 marzo - Marcello Appignani, musicista e compositore italiano
- 18 marzo - Geovânio Bonfim Sobrinho, ex calciatore brasiliano
- 18 marzo - Jeff LaBar, chitarrista statunitense († 2021)
- 18 marzo - Andy Leaning, allenatore di calcio e ex calciatore inglese
- 18 marzo - Júlia Lemmertz, attrice brasiliana
- 18 marzo - Giovanni Lombardi Stronati, dirigente sportivo italiano
- 18 marzo - Jerry Moffatt, arrampicatore britannico
- 18 marzo - Bobo Rondelli, cantautore italiano
- 18 marzo - Vanessa L. Williams, attrice, cantante e ex modella statunitense
- 19 marzo - Spartaco Albertarelli, autore di giochi italiano
- 19 marzo - Nina Ananiashvili, ballerina e direttrice artistica georgiana
- 19 marzo - Brazo de Plata, wrestler messicano († 2021)
- 19 marzo - Josef Čihák, ex tennista cecoslovacco
- 19 marzo - Marcel Damphousse, arcivescovo cattolico canadese
- 19 marzo - Odd Johnsen, ex calciatore norvegese
- 19 marzo - Neil LaBute, regista, sceneggiatore e drammaturgo statunitense
- 19 marzo - Geoffrey Lower, attore statunitense
- 19 marzo - John Joseph McDermott, vescovo cattolico statunitense
- 19 marzo - Ennio Nicotra, direttore d'orchestra italiano
- 19 marzo - Mary Scheer, attrice statunitense
- 19 marzo - Óscar Ulloa, ex calciatore salvadoregno
- 19 marzo - Jake White, allenatore di rugby a 15 sudafricano
- 20 marzo - Paul Annacone, allenatore di tennis e ex tennista statunitense
- 20 marzo - Maggie Estep, scrittrice, poetessa e musicista statunitense († 2014)
- 20 marzo - Diana Golden, sciatrice alpina statunitense († 2001)
- 20 marzo - Anouk Grinberg, attrice francese
- 20 marzo - Kathy Ireland, imprenditrice, modella e attrice statunitense
- 20 marzo - Miroslav Lajčák, politico e diplomatico slovacco
- 20 marzo - Paul Mirkovich, tastierista statunitense
- 20 marzo - Elena Romanova, mezzofondista russa († 2007)
- 20 marzo - Andrej Jur'evič Sokolov, scacchista francese
- 20 marzo - David Thewlis, attore britannico
- 20 marzo - Yu Jae-hak, ex cestista e allenatore di pallacanestro sudcoreano
- 20 marzo - Jan Zahradil, chimico e politico ceco
- 21 marzo - Gianluigi Braschi, produttore cinematografico italiano († 2008)
- 21 marzo - Rob Cavallo, produttore discografico statunitense
- 21 marzo - Tim Dillon, ex cestista statunitense
- 21 marzo - Giuseppe Ferrandino, politico italiano
- 21 marzo - Thierry Froger, allenatore di calcio e ex calciatore francese
- 21 marzo - Philippe Heberlé, tiratore a segno francese
- 21 marzo - Kim Yun-ho, ex cestista sudcoreano
- 21 marzo - Ronald Koeman, allenatore di calcio e ex calciatore olandese
- 21 marzo - Shawn Lane, chitarrista, pianista e compositore statunitense († 2003)
- 21 marzo - Share Ross, bassista statunitense
- 21 marzo - Alessandro Rossetto, regista, sceneggiatore e produttore cinematografico italiano
- 21 marzo - Jill Schoelen, attrice statunitense
- 21 marzo - Yuzo Takada, fumettista giapponese
- 21 marzo - Giancarlo Toniutti, musicista, compositore e antropologo italiano
- 21 marzo - Angelo Veccia, baritono italiano
- 21 marzo - Wang Libin, ex cestista e allenatore di pallacanestro cinese
- 21 marzo - Terry Wright, ex rugbista a 15 neozelandese
- 22 marzo - Deborah Bull, Baronessa Bull di Aldwych, direttrice artistica, scrittrice e ex ballerina britannica
- 22 marzo - Pelle Eklund, ex hockeista su ghiaccio svedese
- 22 marzo - Marialuisa Forte, politica italiana
- 22 marzo - Giuseppe Galderisi, allenatore di calcio e ex calciatore italiano
- 22 marzo - Anni Kronbichler, ex sciatrice alpina austriaca
- 22 marzo - Oleh Kuznjecov, allenatore di calcio e ex calciatore sovietico
- 22 marzo - Kathleen McGowan, scrittrice statunitense
- 22 marzo - Stefan Pettersson, ex calciatore svedese
- 22 marzo - Francesco Quinn, attore italiano († 2011)
- 22 marzo - John Rienstra, ex giocatore di football americano statunitense
- 22 marzo - Hannu Virta, allenatore di hockey su ghiaccio e ex hockeista su ghiaccio finlandese
- 22 marzo - Martín Vizcarra, politico peruviano
- 23 marzo - Francesco Attolico, ex pallanuotista italiano
- 23 marzo - Marian Bantjes, designer canadese
- 23 marzo - Paul Carafotes, attore statunitense
- 23 marzo - Larry Fessenden, attore, regista e produttore cinematografico statunitense
- 23 marzo - Mohammad Seddigh Kaboudvand, attivista e giornalista iraniano
- 23 marzo - Juan Ramón López Caro, allenatore di calcio spagnolo
- 23 marzo - Míchel, allenatore di calcio e ex calciatore spagnolo
- 23 marzo - Roberto Molinelli, compositore, direttore d'orchestra e violista italiano
- 23 marzo - Ana Fidelia Quirot, ex mezzofondista e velocista cubana
- 23 marzo - Jorge Rinaldi, ex calciatore argentino
- 23 marzo - Alvin Toles, ex giocatore di football americano statunitense
- 23 marzo - Sergio Trama, illustratore e grafico italiano
- 23 marzo - Mila Vešović, scrittrice e pittrice serba
- 24 marzo - Dave Douglas, trombettista, compositore e produttore discografico statunitense
- 24 marzo - Lars Elstrup, ex calciatore danese
- 24 marzo - Sammy Giammalva Jr., ex tennista statunitense
- 24 marzo - Raimond van der Gouw, allenatore di calcio e ex calciatore olandese
- 24 marzo - Giorgio Grasso, pilota motociclistico italiano
- 24 marzo - Iván Morovic, scacchista cileno
- 24 marzo - Peter Namberger, ex sciatore alpino tedesco
- 24 marzo - Luca Pellegrini, ex calciatore italiano
- 24 marzo - Dexter Shouse, ex cestista statunitense
- 24 marzo - Vadym Tyščenko, allenatore di calcio e calciatore sovietico († 2015)
- 24 marzo - Torsten Voss, ex multiplista e bobbista tedesco
- 25 marzo - Fabrizio Cattaneo, musicista italiano
- 25 marzo - Fabio Franzin, poeta italiano
- 25 marzo - Susanne Gottschalk, ex cestista svedese
- 25 marzo - Nikolaos Karathanasopoulos, economista e politico greco
- 25 marzo - Dennis Nutt, ex cestista e allenatore di pallacanestro statunitense
- 25 marzo - Jaime Vera, ex calciatore cileno
- 25 marzo - Wang Fei, ex cestista e allenatore di pallacanestro cinese
- 26 marzo - Jesús Blanco Villar, ex ciclista su strada spagnolo
- 26 marzo - Barbara Boncompagni, cantante e autrice televisiva italiana
- 26 marzo - Roberto Calovi, ex pistard e ciclista su strada italiano
- 26 marzo - Fabio Calvi, regista italiano
- 26 marzo - Paolo Canevari, artista italiano
- 26 marzo - Reason Dawa, ex giocatore di calcio a 5 zimbabwese
- 26 marzo - Irène Frachon, medico francese
- 26 marzo - Hans Leijtens, generale e funzionario olandese
- 26 marzo - Reiko Shimizu, fumettista giapponese
- 26 marzo - Nina Soldano, attrice italiana
- 26 marzo - Roch Voisine, cantautore, chitarrista e armonicista canadese
- 26 marzo - Manuel Wirzt, attore, cantante e regista teatrale argentino
- 27 marzo - Cory Blackwell, ex cestista statunitense
- 27 marzo - Nadia Coci, calciatrice italiana
- 27 marzo - Randall Cunningham, ex giocatore di football americano statunitense
- 27 marzo - Cathy Guetta, imprenditrice, attrice e personaggio televisivo francese
- 27 marzo - Georgios Katrougkalos, politico greco
- 27 marzo - Dave Koz, sassofonista statunitense
- 27 marzo - Jörg Michael, batterista tedesco
- 27 marzo - Oon Jin Teik, ex nuotatore singaporiano
- 27 marzo - Ed Pinckney, ex cestista e allenatore di pallacanestro statunitense
- 27 marzo - Franck Pineau, dirigente sportivo e ex ciclista su strada francese
- 27 marzo - Gary Stevens, ex calciatore inglese
- 27 marzo - Khady Sylla, scrittrice senegalese († 2013)
- 27 marzo - Quentin Tarantino, regista, sceneggiatore e attore statunitense
- 27 marzo - Xuxa, conduttrice televisiva, attrice e cantante brasiliana
- 28 marzo - Pierpaolo Bombardieri, sindacalista italiano
- 28 marzo - Perry Bräutigam, allenatore di calcio e ex calciatore tedesco orientale
- 28 marzo - Roberto Cicala, editore, critico letterario e filologo italiano
- 28 marzo - Sandra Espeseth, ex cestista canadese
- 28 marzo - Brian Freeman, scrittore statunitense
- 28 marzo - Eva Gedin, editrice svedese
- 28 marzo - Derrick Gervin, ex cestista statunitense
- 28 marzo - Chieko Honda, attrice e doppiatrice giapponese († 2013)
- 28 marzo - Huang Chong, ex calciatore cinese
- 28 marzo - Sigurd Kristensen, ex calciatore e ex giocatore di calcio a 5 danese
- 28 marzo - Ralph Lewis, ex cestista e allenatore di pallacanestro statunitense
- 28 marzo - Zhang Jindong, imprenditore e dirigente d'azienda cinese
- 29 marzo - Ileana Argentin, politica e attivista italiana
- 29 marzo - Rajmond Debevec, tiratore a segno jugoslavo
- 29 marzo - Antony Emerson, tennista australiano († 2016)
- 29 marzo - Juan Garriga, pilota motociclistico spagnolo († 2015)
- 29 marzo - William Gutiérrez, ex calciatore uruguaiano
- 29 marzo - Vlad Hagiu, ex pallanuotista e allenatore di pallanuoto rumeno
- 29 marzo - Antonino Iuorio, attore e regista teatrale italiano
- 29 marzo - Ernesto Pugliese, fumettista italiano
- 29 marzo - Jill Watson, ex pattinatrice artistica su ghiaccio statunitense
- 30 marzo - Mauro Bonino, ex cestista e allenatore di pallacanestro italiano
- 30 marzo - Lomas Brown, ex giocatore di football americano statunitense
- 30 marzo - Víctor Coreas, ex calciatore salvadoregno
- 30 marzo - Cahiagijn Ėlbėgdorž, politico mongolo
- 30 marzo - Luc Foisneau, filosofo francese
- 30 marzo - Massimo Fusarelli, religioso italiano
- 30 marzo - Kari-Pekka Klinga, ex cestista finlandese
- 30 marzo - Oleksij Mychajlyčenko, dirigente sportivo, allenatore di calcio e ex calciatore ucraino
- 30 marzo - Maksim Pežemskij, regista russo
- 30 marzo - Marinella Signori, ex velocista italiana
- 30 marzo - Panagiōtīs Tsalouchidīs, allenatore di calcio e ex calciatore greco
- 30 marzo - Graziano Vinti, allenatore di calcio e ex calciatore italiano
- 31 marzo - Victor Arduini, chitarrista statunitense
- 31 marzo - Paolo Bernardini, storico italiano
- 31 marzo - Leonardo Bonetti, poeta, scrittore e musicista italiano
- 31 marzo - Tony Cardenas, politico statunitense
- 31 marzo - Hugo Dietsche, ex lottatore svizzero
- 31 marzo - Walter Durbano, ex maratoneta e mezzofondista italiano
- 31 marzo - Maria Aida Episcopo, politica italiana
- 31 marzo - Francesco Gualerzi, musicista e compositore italiano
- 31 marzo - Kim Eun-suk, ex cestista sudcoreana
- 31 marzo - Paul Mercurio, attore, ballerino e conduttore televisivo australiano
- 31 marzo - Mauro Pane, pilota automobilistico e stuntman italiano († 2014)
- 31 marzo - Stephen Tataw, calciatore camerunese († 2020)
- 31 marzo - Andelina Terzieva, ex cestista bulgara
- 31 marzo - Michel Vermote, ex ciclista su strada belga